# Audi RS2
Audi RS2 Avant byla limitovaná edice vysokovýkonného pětidveřového a pětisedadlového kombi, které vyráběla automobilka Audi od března 1994 do července 1995. Byla navržena během joint venture mezi automobilkami Audi AG a Porsche a postavená na základě modelu Audi 80 Avant. Byla prvním "RS" automobilem Audi, a rovněž prvním z jejich vysokovýkonných Avant modelů (kombi); používá nejvýkonnější a nejdůkladnější přepracovanou verzi ze všech pětiválcových řadových přeplňovaných motorů od Audi.
Plánovaná byla stejně jako Avant i sedan, kterého se vyrobily pouze 3 kusy.
Přestože nebylo ve velkých počtech exportováno mimo Evropu, s výjimkou některých států jako Hongkong, Jižní Afrika, Brazílie a Nový Zéland, působivě si nashromáždilo příznivce po celém světě a je často považováno za vozidlo, které pevně zavedlo automobilku Audi do pozice výrobce praktických vysokovýkonných vozidel: jeho kombi karoserie, sezení pro pět osob a 'quattro' pohon všech kol jako standard pro každodenní komfortní ježdění a také při špatných povětrnostních podmínkách.

## Přehled

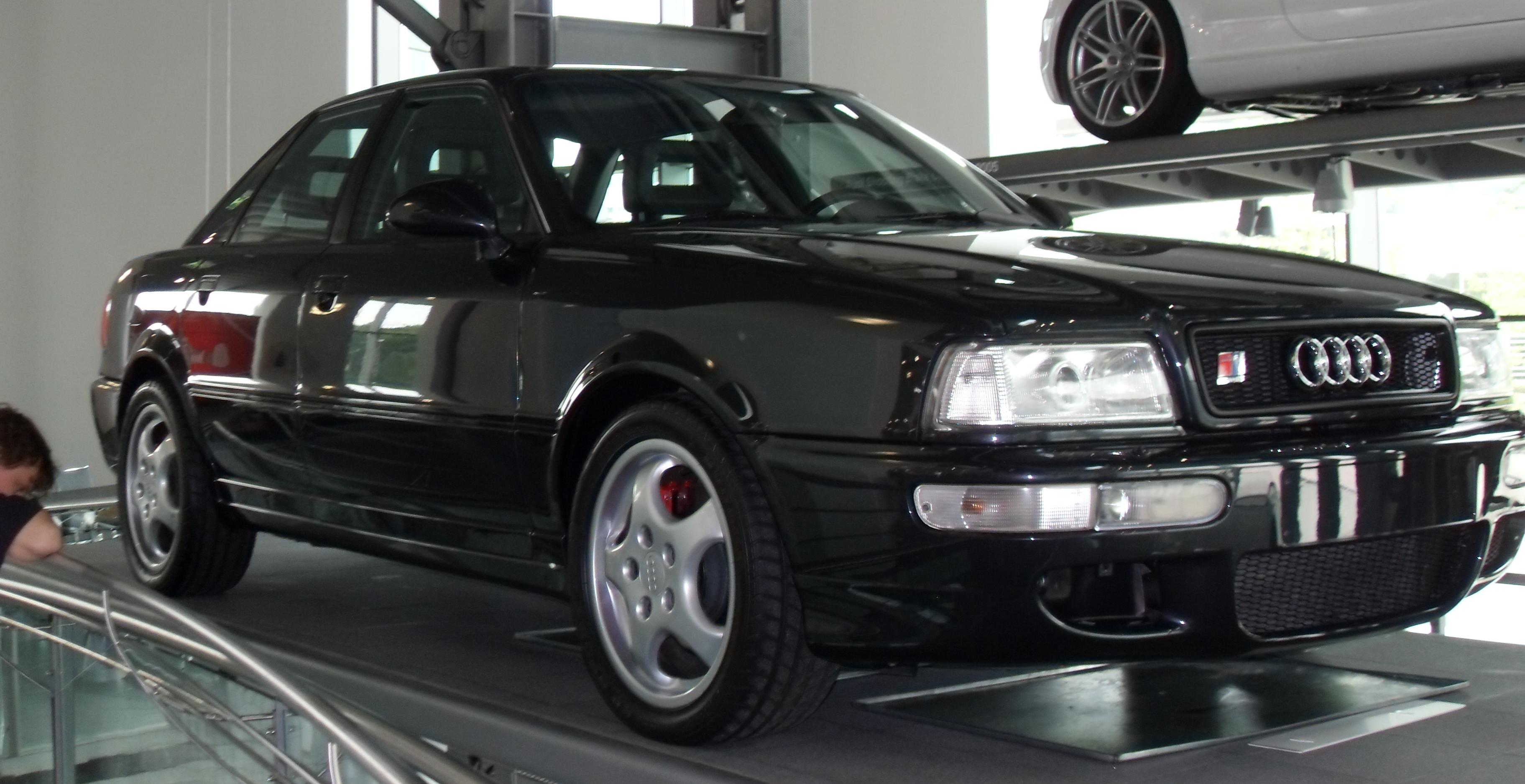
Audi RS2 sedan

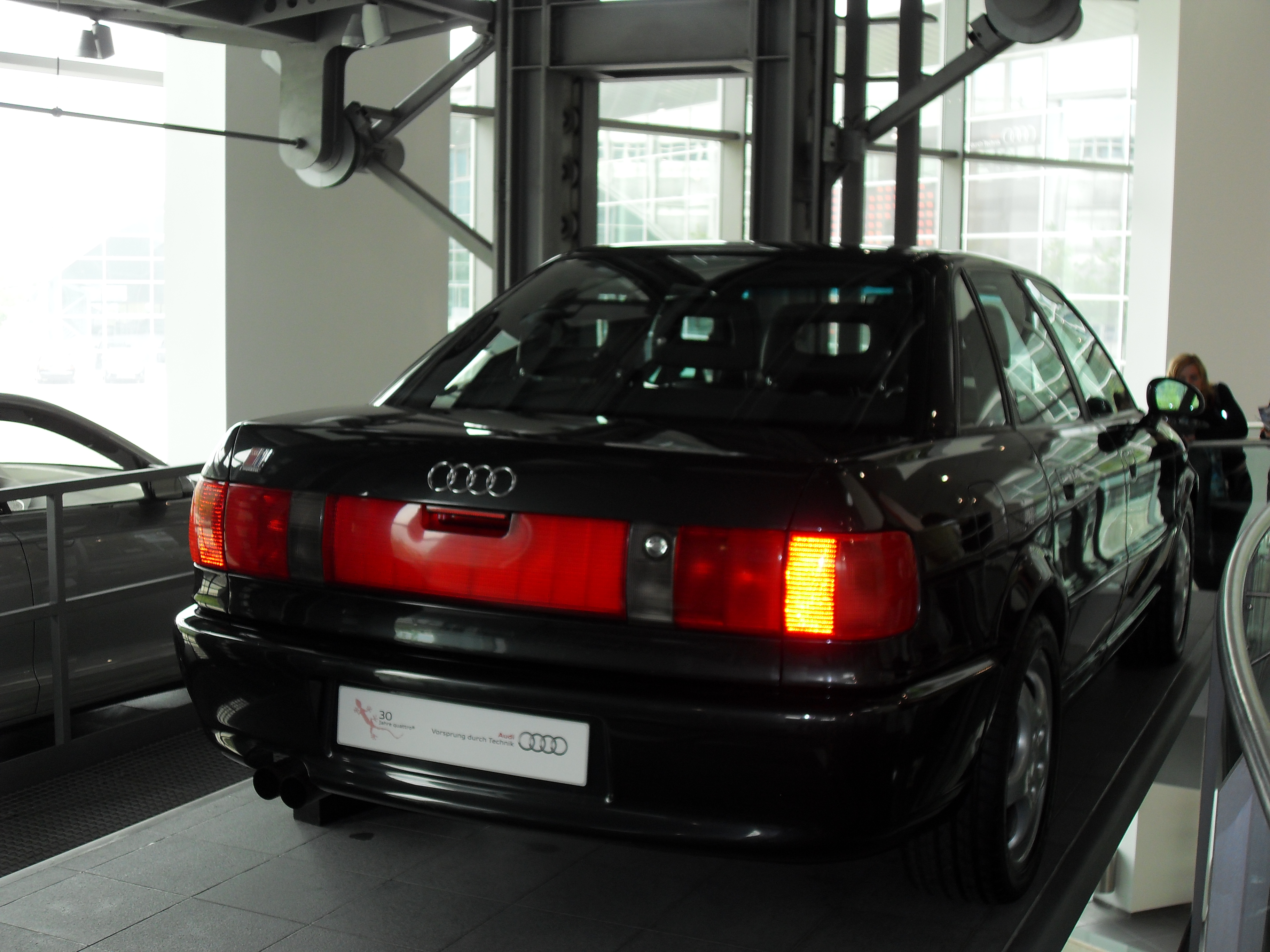
Audi RS2 sedan zezadu

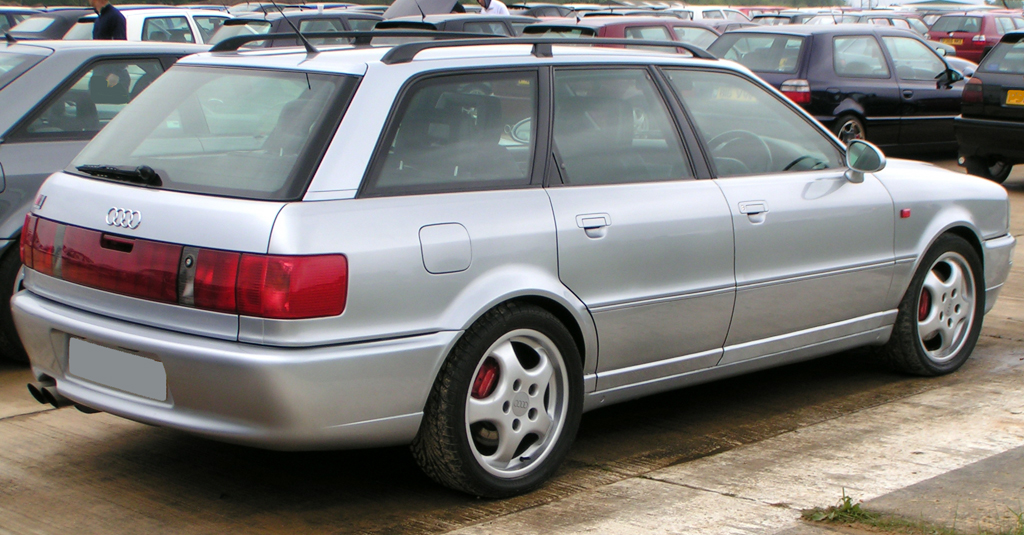
Audi RS2 Avant zezadu

RS2 je produkt spoluvývojového projektu mezi automobilkami Audi a Porsche založené na Audi 80 Avant a postavené na platformě Volkswagen Group B4. Bylo poháněno upravenou verzí 2,2-litrového řadového pětiválcového 20-ventilového přeplňovaného motoru. Tento motor poskytoval výkon 232 kW/ 315 koní při 6500 ot./min. Ačkoli mnoho základních dílů vyrobilo Audi, montáž probíhala u Porsche v závodě Rössli-Bau v Zuffenhausenu v Německu, který byl k dispozici po ukončení výroby modelu Mercedes-Benz 500E, který vyráběla automobilka Porsche na základě smlouvy. V závodě Rössle-Bau se rovněž vyrábělo slavné Porsche 959.
Stejně jako ostatní vozidla i 5válcový řadový motor RS2 byl založen na pohonné jednotce, který Audi už vyráběla, ačkoli Porsche ho značně upravil; standardní turbodmychadlo bylo vyměněno za větší spolu s výkonným mezichladičem a vstřikovači s větším průtokem, nově navrženými vačkovými hřídeli, účinnějším sacím systémem a nízkotlakým výfukovým systémem, který nahradil standardní systém. Nová byla firmou Bosch dodávaná řídicí jednotka motoru.
S takovým výkonem k dispozici RS2 zrychluje z 0 na 100 km/h za 4,8 sekundy a dosahuje maximální rychlosti 262 km/h (elektronicky omezena) a to i přes hmotnosti více než 1 600 kg. V silničním testu provedeném v roce 1995 britský automobilový magazín Autocar naměřil zrychlení z 0 na 48 km/h za 1,5 sekundy, což potvrdilo, že byl v té době rychlejší než McLaren F1 a také monopost Formule 1 Jacquesa Villeneuva.
6-rychlostní manuální převodovka (převodové poměry - 1. st: 3.500, 2. st: 1.889, 3. st: 1.320, 4. st: 1.034, 5. st: 0.857, 6. st: 0.711) byla jedinou převodovkou v nabídce. Stálý pohon všech kol na základě diferenciálu Torsen, quattro byl standardem. Na přední a zadní nápravě je konvenční 'otevřený' diferenciál, s poměrem 4,111, i když má na zadní nápravě elektromechanickou uzávěrku.
Brzdy a odpružení navržené automobilkou Porsche nahradily standardní vybavení z Audi 80, ale antiblokovací systém (ABS) Bosch byl ponechán. Přední brzdy jsou vybaveny buď radiálně odvětranými kotouči o průměru 302 mm a tloušťce 32 mm s použitím třmenů se čtyřmi protiběžnými písty nebo 'upravená' verze s použitím větších brzdových kotoučů (které jsou dostupné pouze u 17" disků) s průměrem 322 mm a tloušťkou 32 mm s kvalitnějšími brzdovými destičkami. Zadní brzdy jsou vybaveny radiálně odvětranými brzdovými kotouči o průměru 299 mm a tloušťkou 24 mm, rovněž se 4-pístovými brzdovými třmeny Brembo a 'upravenou' možností se stejnou velikostí kotoučů, ale křížem vrtaných spolu s kvalitnějšími brzdovými destičkami. Ruční brzda působí na brzdy zadních kol a skládá se z kabelem ovládaného systému 'drum in disc'.